# Yunchi (sockenhuvudort i Kina, Hubei Sheng, lat 30,52, long 111,44)
Yunchi är en sockenhuvudort i Kina. Den ligger i provinsen Hubei, i den centrala delen av landet, omkring 270 kilometer väster om provinshuvudstaden Wuhan. Antalet invånare är 15 567. Befolkningen består av 7 101 kvinnor och 8 466 män. Barn under 15 år utgör 9,0 %, vuxna 15-64 år 80 %, och äldre över 65 år 9,0 %.
Runt Yunchi är det tätbefolkat, med 266 invånare per kvadratkilometer. Närmaste större samhälle är Anfusi, 13,9 km öster om Yunchi. Trakten runt Yunchi består huvudsakligen av våtmarker.
Genomsnittlig årsnederbörd är 1 411 millimeter. Den regnigaste månaden är maj, med i genomsnitt 211 mm nederbörd, och den torraste är december, med 16 mm nederbörd.